# (31858) Raykanipe
2000 EL59 (asteroide 31858) é um asteroide da cintura principal. Possui uma excentricidade de 0.15225340 e uma inclinação de 6.70039º.
Este asteroide foi descoberto no dia 9 de março de 2000 por LINEAR em Socorro.